# Rafael Gomensoro
Rafael Gomensoro (* 1946 in Montevideo, Uruguay) ist ein uruguayischer Schriftsteller.
Gomensoro, der ein Literaturstudium am Instituto de Estudios Superiores absolvierte, war von 1990 bis je nach Quellenlage 1993 oder 1994 Direktor der Nationalbibliothek Uruguays. Seit 1968 arbeitet er als Dozent für Literatur. Im Rahmen seiner schriftstellerischen Tätigkeit veröffentlichte er 1981 Hemisferios del silencio mit einem Prolog von Xavier Abril, El redentor im Jahre 1983, 1986 Las viejas estaciones und 1997 Uno solo y dos. Ferner schrieb er für nationale und internationalen Zeitschriften. 2008 erschien sein Gedichtband La memoria que me invento.